# NGC 2280
NGC 2280 je galaksija u zviježđu Velikom psu.

## Vanjske poveznice
- SEDS: NGC 2280